# ترابط اجتماعي

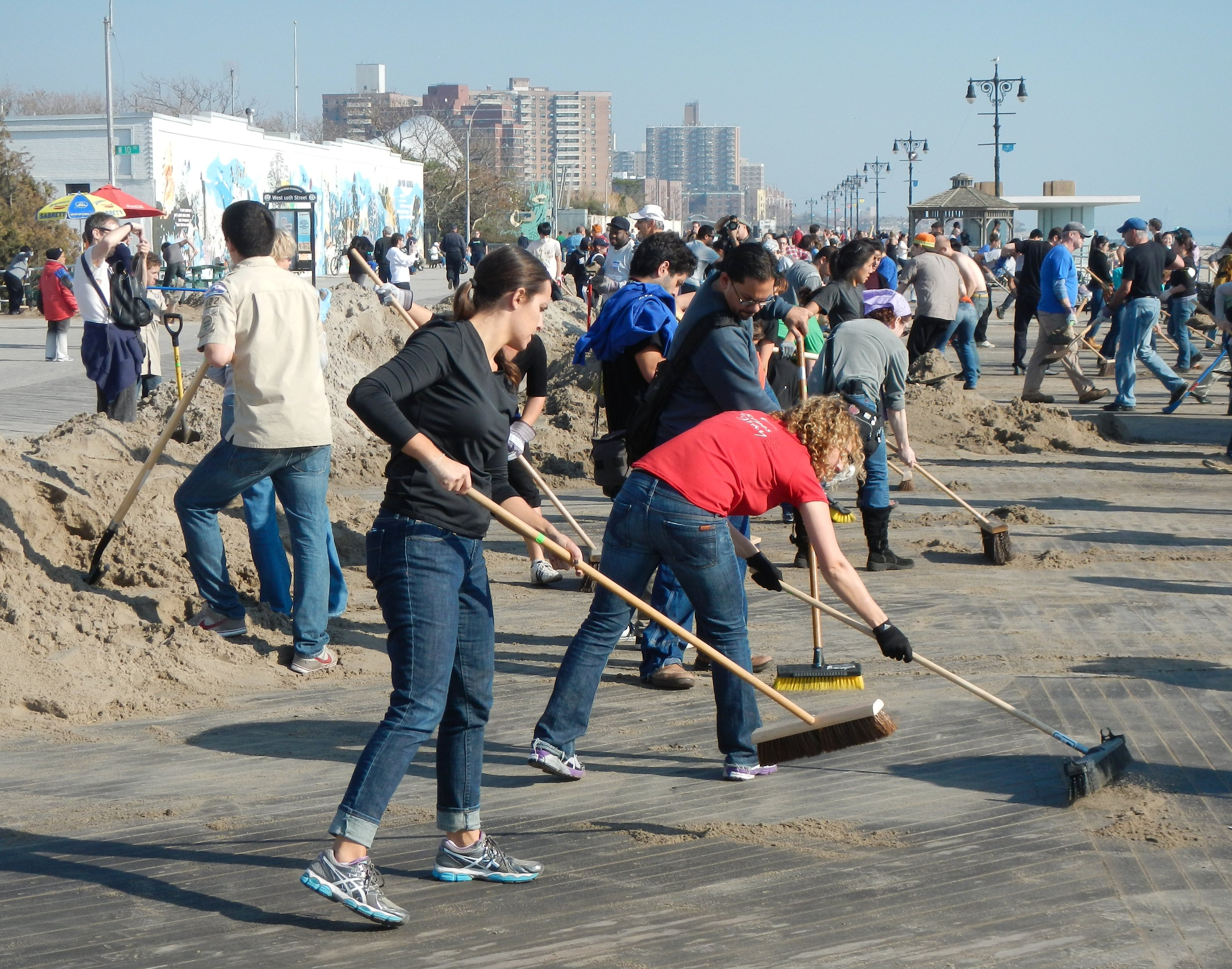

ترابط اجتماعي (بالإنجليزية: Volunteering) هو نشاط اجتماعي مبني على العمل التطوعي الذي لا يهدف إلى الاكتساب وتحقيق ربح، يقوم به الشخص في خدمة المجتمع والوصول مع زملائه إلى نتيجة يرغبونها في صالح المجتمع ككل.هذا بخلاف العمل الإداري الذي تقوم به هيئة حكومية أو مصلحة حكومية، فالعمل التطوعي المجاني يقوم به المواطن من نفسه ويفعله به بمحض إرادته بغرض المنفعة للمجتمع.
ويتخذ النشاط التطوعي الاجتماعي اشكالا عديدة مثل عمل تطوعي في إحدى المنظمات الأهلية، أو مساعدة الآخرين أو الجيران، المشاركة السياسية، الاحتجاج السياسي، والأعمال الاجتماعية الخيرية.

## تعريف
مواصفات العمل التطوعي:

1. العمل التطوعي هو عمل مبني على المساهمة بمحض الإرادة في عمل مفيد للمجتمع.وينعكس ذلك على أن تنظيمه ينبع من المتطوعين المشاركين فيه.قد تكون مدته قصيرة أو طويلة بحسب إرادة المتطوع، ويعتمد على الحوار.
2. العمل التطوعي ليس بغرض الكسب وتحقيق أرباح.وقد تدفع الجمعية بعض النقد الذي يكون قد صرفه في أداء خدمة معينة أو تجهيز احتياجات للعمل الجماعي مثل طبع أوراق مثلا أو مصروفات مواصلات.
3. أن ينتج عن العمل التضوعي فائدة تخص طرف ثالث، أي أن تنتج عنه فائدة للمجتمع وهذا هو معنى الرابط الاجتماعي.
4. النشاط التطوعي هو عمل يتم مع العموم لأنه يتوجه إلى عموم المواطنين، ويهتم بالإعلام وتجهيز معلومات عن العمل، طريقته وأغراضه واهدافه.ويتم في شفافية وحوار ومشاركة ومسؤولية في تهيئة المنظمة.
5. يمارس نشاط الترابط الاجتماعي اجتماعيا وتعاونيا.وهو يحترم النقد واختلاف الرأي، فالمبدأ هو «المشاركة مع ابداء الرأي» في إطار ديموقراطي يعتاد على الشورى وهذا ما يجعله مفيدا ومجددا.[2]

## أشكاله
يتخذ نشاط الترابط الاجتماعي في العادة هيئة «اتحاد» أو «مبادرة اجتماعية».

### الاتحادات
تؤسس الاتحادات وتسجل بغرض التعريف بالهدف التي تأسست من أجله في تأدية منفعة للناس.يلتف في الاتحاد متطوعون لهم نفس الميول والأهداف في أوقات فراغهم، مثلما في الاتحادات الرياضية أو اتحاد لمحبي الفنون الجميلة أو ترويض الحيوان مثل هواية تربية الحمام.
وجمعيات أخرى هدفها المنفعة الاجتماعية العامة، كتكملة لبعض ثغرات لا تقوم بها المصالح الحكومية.مثل جمعية الهلال الأحمر التي نشأت من نشاط تطوعي بعدد قليل من الناس، وكبرت وترعرعت مع مرور الأيام والسنين حتى أصبحت بعد 100 عام أكبر جمعية تطوعية في العالم.

### مبادرة اجتماعية
تحتلف المبادرة الاجتماعية عن الاتحادات في حجم الهدف وأدوات الوصول إليه: فالمبادرة الاجتماعية تهمها محاولة تحقيق قرار سياسي، مثل أنشاء حضانة للأطفال في منطقة معينة أو منع عمل معين يخص فئة من الناس، مثل بناء محرقة للنفايات أو إنشاء مفاعل نووي في وسط منطقة سكانية، أو توسيع مطار بحيث لا يستطيع السكان المجاورون النوم.

## فوائد الترابط الاجتماعي

### فوائد عامة للمجتمع
عندما يكون المواطن نشطا في مثل هذه الأعمال التطوعية يكون له تأثير حسن على الترابط الاجتماعي.وحتى أعضا اتحاد معين الذين تربطهم تحقيق أغراض جماعية (اتحادات لشغل أوقات الفراغ)، فإنها تربط بين أعضائها برباط من المؤازرة والتعضيد.وتزداد فوائد تلك الاتحادات بصفة خاصة إذا كان هدفها تحقيق مصلحة معينة للناس.
ويكون تشكيل معظم الاتحادات والمبادرات الجماعية تنظيما ديموقراطيا، فيتمثل به المواطنون ويعيشون فعلا في مجتمع يسودة الحوار وقبول الرأي الآخر والشوري بغرض تحقيق مصلحة الجميع.هذا بخلاف ما هو معتاد من السياسة الرسمية العامة وما يصل العامة من معلومات من وسائل الاعلام.فيشعر المشارك بالقيمة الحقيقية للديموقراطية وحرية الرأي، وبقيمة عمله في تحقيق أهداف تخص المجموع.

### فوائد في المحليات
تضامن مواطنون في الصرف على عن طريق إنشاء جمعية من الأهالي لدعم مدرسة بالمال أو أمدادها بكتب أو أجهزة معينة مثل الحواسيب، فهذا هو ترابط اجتماعي يقوم به الفرد بمحض إرادته متطوعا في موضوع يهمه.ولا شك في أن إدارة المدرسة ترحب بمثل هذا العمل الجماعي المقدم من الأهالي.
وفي أحيان كثيرة يحدث تعاون في مثل هذا المضمار بين الأهالي والمصالح الحكومية يستفيد منه المجتمع.والخبرة تأتي وتنمو بالممارسة.والتطوع في هيئة الهلال الأحمر له فائدته الاجتماعية.

### فوائد شخصية
التطوع أو الخدمة الاجتماعية لها تفيد المتطوع في عدة نواحي.التطوع يمكن أن يساعد على بناء سيرة ذاتية مميزة حيث أنه يسمح لالمتطوع باكتساب مهارات جديدة وتعلم خبرات مهمة.بناء سيرة ذاتية مميزة تساعد المتطوع في إيجاد عمل.بالإضافة إلى ذلك، التطوع يقوي من المهارات الاجتماعية بحيث الاحتكاك الدائم مع الأشخاص يساعد الفرد على اكتساب خبرات اجتماعية إضافية.التطوع أيضا يساعد الشخص على الشعور بالرضا عن النفس لأنه يساعد أبناء مجتمعه.

### خدمة اجتماعية
نشأت في ألمانيا فكرة الخدمة الاجتماعية حيث يتيح قانون التجنيد فيها أن يختار الفرد الانضمام إلى الجيش لتأدية الخدمة العسكرية أو العمل في الخدمة الاجتماعية.وفترة كلا النشاطين سنة واحدة.في إطار الخدمة الاجتماعية ينضم الفرد إلى إحدى الهيئات التي تعمل في مجال الخدمة الاجتماعية، مثل التمريض في المستشفيات، أو جمعيات مساعدة المعوقين، أو جمعيات رعاية كبار السن، وطول مدة خدمة الشاب سنة واحدة تعطى له مكافأة شهرية رمزية.
كثير من الشباب الألماني الذين نجحوا في الثانوية العامة ولم يحصلوا على مجموع يؤهلهم سنة تخرجهم للالتحاق بالكلية التي يرغب مواصلة دراسته فيها، يلجأ إلى تأدية سنة في الخدمة الاجتماعية.هذا العمل الاجتماعي تجعل له أسبقية في الانضمام إلى الكلية الجامعية التي رشح نفسه فيها من قبل.هذا ما يكفله له القانون، علاوة على الاستفادة التي يحققها الشاب أو الشابة من ممارسة المسؤولية كمواطن والتعامل الطيب مع الناس، بالإضافة إلى الفائدة التي يكتسبها طالب كلية الطب بعدما يكون قد اكتسب خبرة سنة كاملة في التمريض أثناء تأدية خدمته الاجتماعية.